# Sornayina
Sornayina es un género de foraminífero bentónico de la familia Spirocyclinidae, de la superfamilia Loftusioidea, del suborden Loftusiina y del orden Loftusiida. Su especie tipo es Sornayina foissacensis. Su rango cronoestratigráfico abarca el Coniaciense (Cretácico superior).

## Discusión
Clasificaciones previas incluían Sornayina en el suborden Textulariina del orden Textulariida o en el orden Lituolida.

## Clasificación
Sornayina incluye a las siguientes especies:
- Sornayina foissacensis †
- Sornayina munieri †
- Sornayina obscura †
- Sornayina schlumbergeri †